# Armenian General Benevolent Union

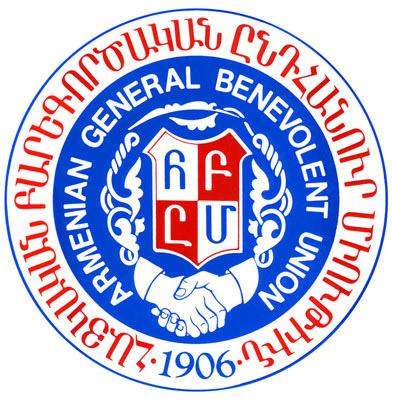
Logo der AGBU

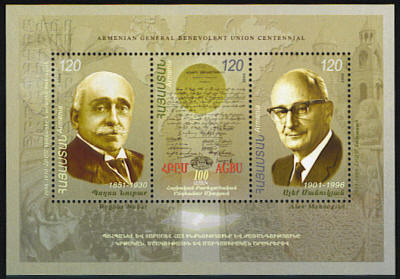
Armenische Briefmarke zur Erinnerung an Boghos Nubar und Alex Manoogian

Die Armenian General Benevolent Union (AGBU) (armenisch Հայկական Բարեգործական Ընդհանուր Միություն, ՀԲԸՄ, Haygagan Parekordzagan Yndhanur Miutyun) ist eine armenische Non-Profit-Organisation, die im Jahre 1906 von Boghos Nubar Pascha in Kairo gegründet wurde. Der Sitz wurde später erst nach Paris und dann nach New York City verlegt. Am 10. Dezember 2020 gründete sich die deutsche Tochterorganisation Armenian General Benevolent Union Germany e. V. (AGBU Germany) in Berlin als Vertretung in Deutschland.
Die AGBU versucht, die armenische Identität und das kulturelle Erbe Armeniens durch bildungstechnische und humanitäre Programme zu bewahren, und ist vor allem in der armenischen Diaspora aktiv, wo ein akuter Assimilations- und Akkulturationsdruck droht.
Der heutige Leiter ist Berge Setrakjan. Die Sprachen der AGBU sind Armenisch (sowohl ost- als auch westarmenisch), Russisch, Französisch, Spanisch, Arabisch und Englisch.

## Geschichte
Die AGBU wurde am 15. April 1906 in Kairo (damals im Khedivat Ägypten) durch die Initiative von Boghos Nubar Pascha, Sohn des ägyptischen Ministerpräsidenten Nubar Pascha und anderer Vertreter der ägyptisch-armenischen Gemeinde wie Nazaret Daghavarian gegründet.
Bis 1912 bot die AGBU den armenischen Dorfbewohnern im Osmanischen Reich Saatgut und landwirtschaftliche Hilfsmittel an. Es etablierte Schulen und Waisenhäuser in Westarmenien, Kilikien und anderen armenisch bevölkerten Regionen des Osmanischen Reiches. 1914 hatte die AGBU 142 Niederlassungen im Osmanischen Reich, den Vereinigten Staaten, Argentinien, Europa und Afrika mit 8533 Mitgliedern.
Die Jahre des Ersten Weltkrieges und des türkischen Völkermords an den Armeniern wurden zu einem Wendepunkt für die AGBU. Boghos Nubar Pascha verließ 1914 Ägypten und zog nach Paris in Frankreich. Trotz der großen Verluste in den verschiedenen Zweigen der Union, konnte sie den Überlebenden des Völkermords Hilfe anbieten. Im Oktober 1915 wurden in der Wüste nahe Port Said die Susvan-Schule mit 1222 Studenten, später einem Waisenhaus und einem Lager für weibliche Flüchtlinge eröffnet. Hier wurden die Überlebenden aus dem Musa Dagh angesiedelt. In den Jahren nach den Völkermord war die Arbeitskraft der AGBU aufgrund der hohen Zahl an Waisenkindern ausgeschöpft. Nach dem Krieg wurde die AGBU reformiert und neue Zweige eröffneten sich in den armenisch Bevölkerten Regionen des Nahen Ostens, Griechenlands und Frankreichs.
1921 zog auch das Hauptquartier von Kairo nach Paris. Nach dem Ersten Weltkrieg war das Hauptziel der AGBU die Erhaltung der armenischen Sprache. 1926 etablierte die AGBU die Melkonian Educational Institution in Nikosia auf Zypern, die Nubarian-Stiftungfoundation, die Stipendien an armenische Jugendliche anbot, um europäischen Universitäten zu studieren, und 1930 das Marie Nubar Dormitory in Paris.
1930, nach dem Tod des Boghos Nubar, übernahm der Ölmagnat Galust Gyulbenkian die Präsidentschaft der AGBU. Nachdem er die Union für zwei Jahre führte, ersetzte ihn sein Sohn Zareh Bey Nubar bis 1940. Während des Zweiten Weltkrieges zog der Hauptsitz unter Arshak Karagyozian von Paris nach New York.

## Präsidenten

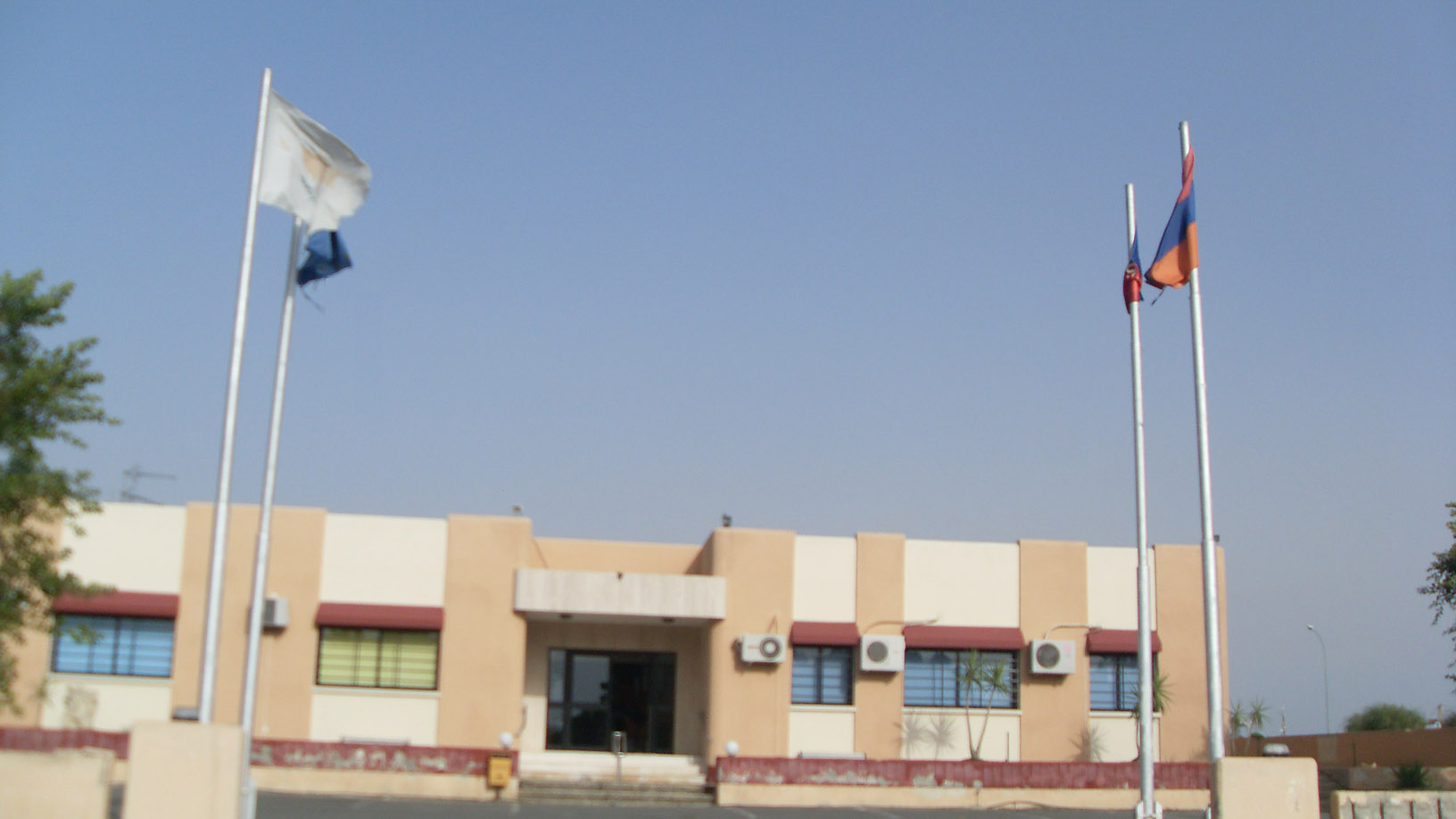
AGBU-Verein in Nikosia

- Boghos Nubar Pascha (1906–1928) – Gründer[1]
- Calouste Gulbenkian (1930–1932)
- Zareh Nubar (1932–1943)
- Arshag Karagheusian (1943–1953) von A & M Karagheusian
- Alex Manoogian (1953–1989) Ehrenpräsident auf Lebenszeit[1]
- Louise Manoogian Simone (1989–2002)
- Berge Setrakjan (2002–heute)[1]